# 1980年夏季残疾人奥林匹克运动会澳大利亚代表团
1980年夏季残疾人奥林匹克运动会澳大利亚代表团是澳大利亚派出的1980年夏季残疾人奥林匹克运动会代表团。获得12枚金牌、21枚银牌和22枚铜牌。